# Anthrax sackeniana
Anthrax sackeniana är en tvåvingeart som först beskrevs av Samuel Wendell Williston  1901.  Anthrax sackeniana ingår i släktet Anthrax och familjen svävflugor. Inga underarter finns listade i Catalogue of Life.